# Regional Express Holdings

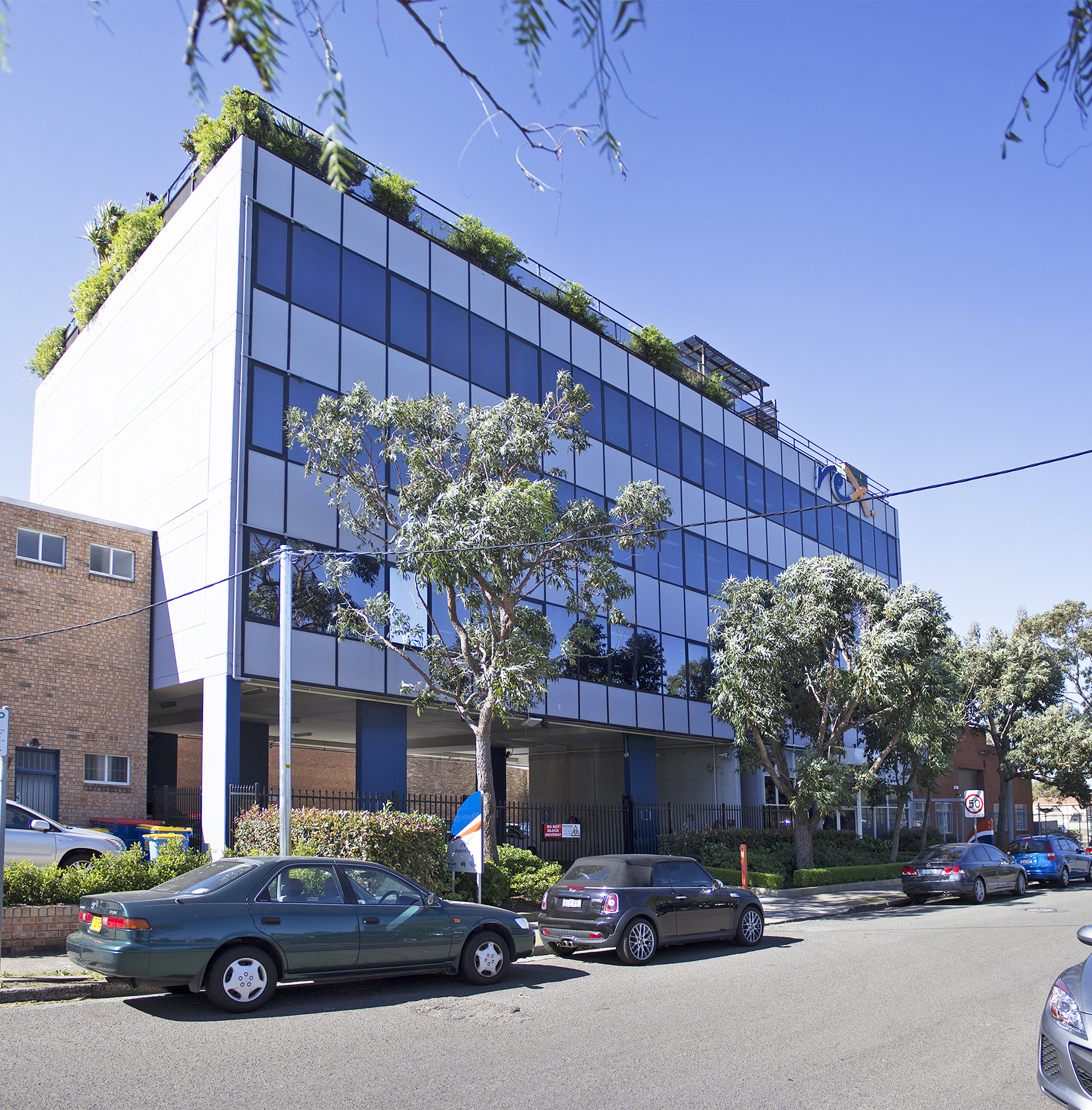
Головной офис компании в Маскоте

Regional Express Holdings Limited — австралийский авиационный холдинг со штаб-квартирой в Маскоте, пригороде Сиднея. Является материнской компанией для ряда австралийских авиакомпаний. Акции компании торгуются на австралийской фондовой биржи.

## Состав холдинга
Группа компаний Regional Express включает в себя три компании: 
- Regional Express Pty Limited (ранее Australian Express Airlines) владеет и управляет авиакомпанией Regional Express Airlines
- Rex Freight & Charter Pty Limited (ранее Hazelton Air Charter Pty Limited) владеет и управляет деятельностью авиакомпании Pel-Air
- Rex Investment Holdings Pty Limited (ранее Country Express Pty Limited) занимается инвестициями и владеет компаниями Australian Airline Pilot Academy(AAPA) и AAPA Victoria, занимающимися обучением пилотов.

## История
В 2002 году, после прекращения деятельности Ansett Airlines, несколько инвесторов, в том числе Lim Kim Hai, создали компанию Australiawide Airlines, которая приобрела её дочерние авиакомпании Kendell Airlines и Hazelton Airlines. В том же году активы авиакомпаний были объединены.
В 2005 году была Australiawide Airlines сменила название на Regional Express Holdings Limited и была включена в списки австралийской фондовой биржи.
В 2005 году Regional Express Group приобрела авиакомпанию Air Link.
В 2009 году в группе открылось новое подразделение — RexJet Executive Charter. Через своих партнёров по всему миру RexJet имеет в своём распоряжении более 1500 самолётов.